# Бачковски манастир
Бачковският манастир „Успение Богородично“ е ставропигиален манастир край село Бачково, община Асеновград, област Пловдив. Той е вторият по големина български манастир след Рилския.

## Местоположение
Бачковската ставропигия с храмов празник 15 август се намира в долината на Чепеларската река (също така известна като река Чая), на около 10 километра южно от Асеновград. Манастирът е живописно ограден от хълмовете на Родопите, което, заедно с внушителния му размер и богатата му история, го прави един от най-посещаваните в България.

## История
Манастирът е основан през 1083 г. от Григорий Бакуриани – велик доместик на западните войски на византийския император Алексий I Комнин и Абазий, негов брат. Съставеният по нареждане на основателя манастирски устав (типик) е запазен в преписи на гръцки и грузински език. Според него светските и църковни власти, вкл. митрополитът на Филипопол (Пловдив), нямат право да се месят в работите на обителта (глава 3) и достъпът в нея е закрит за монаси-гърци (глава 24).
Бачково се развива първоначално като център на грузинското монашество. Към края на XI в. там се оформя книжовна школа, известна в изворите като Петрицонска – название, произхождащо от първоначалното име на съседната крепост Петрич. Чрез преводаческата дейност на работещите в манастира книжовници се осъществяват връзките на средновековна Грузия с Византия. Един от тези книжовници е грузинският философ-неоплатоник Йоан Петрици (около 1050 – 1130 г.), ученик на Йоан Итал. През XIV в. в Бачково все още се преписват грузински ръкописни книги.
През 1344 г. Станимашка област е отстъпена на Иван-Александър от византийската императрица Анна Савойска срещу обещана помощ в борбата против Йоан Кантакузин. В продължение на около двадесет години обителта се ползва от покровителството на българския цар (за чийто портрет в манастирската костница вж. по-долу). Бачково остава в границите на търновската държава до 1364 г., когато османците завладяват Пловдив, Станимака и други родопски крепости.
След падането на Търново през 1393 г. патриарх Евтимий е прогонен „в Стенимах". Смята се, че става дума за Бачковския манастир. Патриархът продължава своята книжовна работа с помощта на ученика си Андрей-Андроник и умира около 1404 г. (за предполагаемия му гроб вж. по-долу). В „Станимашкия" (явно Бачковския) манастир се оттегля след свалянето му от престола и вселенският патриарх Симеон (1467). Изглежда, че манастирът получава по това време дарения от Мара Бранкович, чието име е записано в два стари бачковски поменика.
Не е сигурно дали запазените в османски документи от XVI в. сведения се отнасят до Бачковския манастир. Приписка във втория Ловчански сборник споменава, че църквата на манастира „паднала до основи от времето на владичеството на нечестивите". В края на XVI в., по времето на патриарх Йеремия II, братството поисква от Високата порта позволение да поднови порутения манастирски храм. При игумена Партений са издигнати новата църква „Успение Богородично“ (1604) и трапезарията (1623).
С грамота от 15 февруари 1628 г. патриарх Кирил I Лукарис потвърждава ставропигиалните права на Бачковския манастир, признати от неговите предшественици Дионисий, Йоасаф, Митрофан, Йеремия и Неофит. През 1801 г. обаче йеромонах Макарий е утвърден за игумен не от цариградския патриарх, а от пловдивския митрополит – „съгласно установения отдавна стар обичай".
За присъствие на монаси-българи свидетелствуват снабдените с посветителни надписи дарове от техни роднини и съграждани, както и няколко славянски ръкописа. При все това към 1869 г. в манастира е открито училище, в което деца от околните селища се учат на гръцки език.
На 8.12.1894 г. по искане на монасите обителта преминава под ведомството на Българската екзархия. Да създадат българско братство там са пратени риломанастирските иеромонаси Харалампий, Дионисий, Иоасаф и монах Серафим.
През 1941 – 47 г. в Бачково е евакуирана Пловдивската духовна семинария. Избухнал през нощта на 10 декември 1947 г. пожар унищожава богатата семинарска библиотека.

## Погребани
- Патриарх Евтимий I бил погребан в „църквата на Петриотиса", обикновено отъждествявана с тази на Бачковския манастир.[6] Повечето учени обаче смятат, че откритият през 1905 г. под черквата „Св. Архангели" гроб не е негов.[20]

Манастирски храм „Успение Богородично":
- Екзарх Стефан I
- Патриарх Кирил I

## Постройки
Манастирските здания образуват два правоъгълни двора – северен (първоначален) и южен (добавен през 30-те години на XIX в.). На два пъти, в 1912 и 1947 г., части от жилищните сгради биват разрушени от пожар. В сегашния си вид източната страна на северния двор е строена през 1928 – 29 г., западната – през 1949 – 55 г., а северната – през 1964 г. Манастирските крила в южния двор са възстановени през 80-те години на 20 век по проект на архитектите Никола Мушанов и Зл. Кирова. Впоследствие вътрешността им е оформена по проекти на арх. Д. Дамянов и арх. Хр. Ганчев. Напоследък (2009) посред северния двор е направено шадраванче. Освен основната църква комплексът включва по-малките храмове „Св. Архангели“ и „Св. Никола“ и килийната църква „Все светии" (над старата трапезария).

### Главна черква „Успение на Пресвета Богородица“
Сегашната черква е построена в 1604 г. върху основите на старата Бакурианова църква и по образец на светогорските триконхални храмове.
Иконостасът е един най-ранните (от първите десетилетия на XVII в.) дърворезбени иконостаси по българските земи. Долната му част представлява иззидана от бигор олтарна преграда, върху която са издигнати дървените части: пояс на царските икони, триделен архитрав и два реда малки икони. Те образуват релефен архитектурен фриз, увенчан с висок дървен кръст, фланкиран с две рипиди. Дърворезбената украса включва лозница с орнаментални мотиви. Иконите в празничния ред датират от XVII в., а тези на Христос и Богородица в царския ред са рисувани през 1793 г. от Яков, монах в светогорския манастир Ивирон.
Първоначалната живопис в наоса е била изцяло прерисувана от зографа Мосхос Одринчанин през 1850 г. От Мосхо има и запазени икони в храма. Толкова по-ценни са запазените стенописи в притвора, които според ктиторския надпис датират от 1643 г. и включват портрети на дарителите Георги и неговия син Константин от тесалийското градче Власи (Βλάσι Καρδίτσας, Βλάσι των Αγράφων). Тези стенописи отразяват водещите тенденции в манастирското изкуство на Балканите както по стил, така и по тематика (включваща илюстрации на редки старозаветни сюжети, сцени от църковния календар, „Успение на св. Ефрем Сирин“ и други).

### Църква „Св. Архангели“
Двуетажната църква е посветена на предводителите на небесното войнство Михаил и Гавраил и се намира западно от главния храм, долепена до него. Преданието твърди, че тя е издигната от император Алексий I Комнин. Според археологически данни е строена преди XIII век и навярно обновена през XIV в. от цар Иван-Александър. Храмовата икона „Събор на архангелите“ (пазена сега в София) е едно от добрите произведения на живописта от средата на XIV век. Захари Зограф изписва през 1841 г. аркирания свод-проход под църквата с илюстрации на евангелските притчи и с портрет на Алексий I Комнин. Стенописите в самия храм (на горния етаж) са от 1846 г. и също като тези в главната църква (вж. по-горе) са дело на одринчанина Мосхос. Те включват изображение на едно чудо, извършено от архангел Михаил в атонския манастир „Дохияр“.

### Църква „Св.Никола“
Строена от 1834 до към 1837 г. при игуменството на йеромонах Ананий – българин от Сливен, църквата се издига в южния манастирски двор и впечатлява със стенописите си от 1840 г., дело на Захари Зограф. Изтъкнатият български художник изписва вътрешността и открития притвор на храма. В обширното изображение на Страшния съд той изписал сред грешниците образи на някои от тогавашните пловдивски богаташи. Посетилият Бачково скоро след завършването на стенописите Никола Тонджоров съобщава в писмо до Неофит Рилски (20 април 1843 г.) за видените там „зографии Захариеви, на които се сърдят филибелии, защо е неколцина изобразил у вечна мука, сос такия дрехи, каквито носят и мъжете и жените..." Редом с образите на манастирския игумен Матей от Стара Загора и на неговия предходник (проигумен) Ананий в горния ъгъл на фасадната стена на църквата художникът е нарисувал и свой автопортрет, надписан „изобрази ся рукою моею“ „Захарий х. Зограф болгарин“.

### Старата трапезария
Старата, неизползвана сега трапезария се намира на приземния етаж в южното крило на манастира. Tя представлява правоъгълно по план помещение с полуцилиндричен свод и апсида на западната стена, където е седял игуменът. Запазена е мраморна маса (изработена, според издълбан в нея надпис, през 1690 г.), на която монасите са се хранели в продължение на повече от два века.
Според един изчезнал днес надпис трапезарията била построена в 1623 г. и покрита със стенопис през 1643 г. за сметка на същия дарител Георги, който заплатил за украсяването на притвора в главната манастирска църква (вж. по-горе). По художествени достойнства тези фрески могат да бъдат съпоставени само с най-хубавите светогорски образци, и по-точно с живописта в трапезарията на Великата лавра „Св. Атанасий“ (1535). Освен Страшния съд и фигурите на светци-монаси тук намираме сцени от историята на християнската църква – изображения на седемте вселенски събора, които заклеймяват еретиците и отстояват чистотата на вярата. Двадесет и четири сцени илюстрират богослужебното песнопение в чест на Божията Майка, известно като „Богородичен акатист“. В свода се разгръщат клонките на „Дървото Йесеево“ – родословно дърво на Иисус Христос. Покрай него са изписани образите на антични философи и писатели (Аристотел, Сократ, Диоген и други), които се разглеждат като предтечи на християнството, а мъдростта им се съпоставя с тази на библейските пророци. Стенописите са почистени през 1967 – 72 г. под ръководството на чешкия реставратор Раймунд Ондрачек.
През 1846 г. Алекси Атанасов рисува върху външната стена на трапезарията разгърната панорама на Бачковския манастир и околността му. Тя включва образите на главните ктитори и обновители на манастира (Григорий Бакуриани, Алексий I Комнин, Бакуриановия брат Абазий, Гавриил и сина му Георги) и изобразява ежегодното, провеждано и в наши дни на Светли Понеделник (след Великден) църковно шествие с бачковската чудотворна икона на Света Богородица (за нея вж. по-долу). Това е най-голямата панорамна стенописна композиция в България. На обърнатата към двора външна стена на източното крило на манастира някога се намирала още една, унищожена през 1927 г. стенописна композиция. Тя съдържала надпис с името на художника и с дата 22 юли 1846 г.

### Костницата
Двуетажната гробищна църква се намира на около 300 метра източно от основните здания на манастира. Реставрацията на храма и неговите стенописи е завършена през 2002 г. със средства на кипърската фондация „Левендис".
В долния етаж е оформено костохранилище (гробница), а в горния – храм. Първоначалната стенопис от XII век е относително добре запазена и се нарежда сред най-ценните произведения на православното изкуство от времето на Комнините. Тя включва две величествени изображения на възкресението на мъртвите – Страшния съд и видението на Пророк Йезекил в долината със сухите кости (Йезекил 37:1 – 14). Гръцки надпис съобщава, че живописта е дело на художника Йоан Иверопулос, който, ако се съди по презимето му, е бил от грузинско потекло.
През ХIV век, по времето на цар Йоан Александър, са зазидани отворените аркади в горния и долния етаж на костницата. Новообразуваните ниши са изписани с образи на самия владетел, на неговия светец-покровител Йоан Богослов, на Св. св. Константин и Елена, а в долния етаж – на „севаст Григорий Пакурианос, раб Христов, велик доместник и ктитор“ редом с „магистър Абасий, брат на ктитора“ и на „Георги и Гавраил, вторите ктитори“ (надписите са на гръцки).
Българският цар е изобразен в поза, характерна за императорски портрет. В своята дясна ръка той държи увенчан с кръст скиптър, а в лявата, присвита към гърдите – свитък. За византийското влияние в тогавашна България свидетелства това, че надписът (сега унищожен) „Йоан во Христа [Бога верен цар]...“ е бил на гръцки език. Облеклото на царя повтаря до най-малки подробности византийските императорски одежди: той носи червена далматика, лорос, камилафкион и осеяна със скъпоценни камъни корона.

## Бачковската икона на Света Богородица
Най-голямата светиня на Бачковския манастир е неговата икона на Пресвета Богородица. Тя се съхранява на специално място в съборния манастирски храм и заради чудотворството си е предмет на поклонение от непрестанен поток от вярващи.
От цялата живопис се виждат само лицата на Св. Богородица и Младенеца, а всичко останало е покрито в знак на почит с два сребърни обкова. Върху по-стария от тях има надпис, според който той бил дарен през 1311 г. от грузинците Атанасий и Окропир (Златоуст). По-новият обков датира от 1819 г.
Най-старото писмено сведение за иконата дава френският пътешественик Пол Люка, посетил манастира през 1706 г.: "Видях също едно изображение на Светата Дева, [рисувано], според уверенията на монасите, от ръката на свети Лука. Те разкават разни истории за него и твърдят най-вече, че го притежават по чудо и че е дошло в манастира им чак от Грузия. Това изображение е една от най-големите местни светини и привлича много народ в Бачково." Пловдивският свещеник Константин Иконом съобщава в своето издадено през 1819 г. описание на Пловдивска епархия: „Как и кога е донесена иконата тук, не знаем. Според едно предание след завладяването на тези места на Тракия, иконата била намерена в една пещера на половин час разстояние от манастира към южната страна на пролома на планината, наричана сега Кловион, където се намира една църква на Света Богородица и до нея аязмо. И всяка година на втория ден на Великден, в който казват, че била намерена иконата, пренасят с литийно шествие иконата на споменатото Кловион и правят литургия в близката църква на Света Богородица. В това шествие взема участие множество народ от близките села и паланки.“
Александра Карамихалева на свой ред разказва през 2007 г., че според някои предания иконата „прелетяла“ от един грузински манастир и „кацнала“ в местността „Клувията“ край Бачково. При „кацването“ лумнал неопалващ огън. Двама пастири – брат и сестра, три нощи наред съзерцавали негаснещите пламъци и дошли да видят какъв е този чуден огън. Те съобщили в манастира и монасите с лития я пренесли в църквата „Св. Богородица“. Поставили я на иконостаса. Неколкократно иконата „бягала" до „Клувията“ и братята я връщали в манастира. Един от монасите разказал, че му се присънила св. Богородица и казала, че ще остане в манастира, ако ѝ отредят специално място вдясно при входа на храма, за да вижда кой с какво сърце влиза в Божия дом, и всяка година на втория ден на Великден да я „отвеждат“ до старото ѝ място. Поставили я на трон вдясно от главния вход, където е и днес, а всяка година на втория ден на всеки Великден с лития я отнасят до „Клувията“, където отслужват молебен.

## Движими старини
Манастирът има собствен музей, в който могат да се видят богослужебна утвар и образци на църковното изкуство от различни времена. Особено забележителен е сребърният дискос, подарен (според славянския надпис върху него) през 1644 г. от Теодосий от Пещера и изработен от чипровския майстор Петър. Произхождащи от Бачковския манастир предмети се намират също в Църковния историко-археологически музей (София) и във Византийския и християнски музей (Атина). Повечето ръкописи от някогашната манастирска библиотека се пазят сега в Църковно-историческия и архивен институт на Българската православна църква.

## Култура и туризъм
Бачковският манастир е сред Стоте национални туристически обекта, Български туристически съюз, работно време 08:00 – 17:00 ч., има печат на БТС.
Манастирският комплекс и околността са се превърнали в развит туристически обект с множество магазинчета, сергии и заведения, ограждащи пешеходната алея до манастира. Тук е изложено за продан буквално всичко, което расте или се произвежда в Родопите – редки билки, домашни сладка от диви плодове, козе и биволско кисело мляко и сирене, родопски вълнени одеяла и други.
В манастирските църкви срещу подходящо заплащане се извършват бракосъчетания, кръщенета и проч.

## Игумени на манастира
| Име                         | Управление                          |
| --------------------------- | ----------------------------------- |
| Ананий (от Сливен)          | 1834 – 1840                         |
| Матей (от Стара Загора)     | 1840 – 1848                         |
| хаджи Кирил                 | 1848 – 1852                         |
| Методий (от Стара Загора)   | 1852 – 1860                         |
| Акакий                      | 1890 – 1894                         |
| Теодосий                    | 1894                                |
| Харалампий (от Дупница)     | 1895 – 1898                         |
| Дионисий                    | 1898                                |
| Партений                    | 1898 – 1902                         |
| Йоасаф                      | 1902 – 1904                         |
| Пахомий                     | 1904 – 1905                         |
| Архимандрит Паисий Пастирев | 24 октомври 1905 – 1906             |
| Йеромонах Климент           | 1907 – 1912                         |
| Епископ Панарет Брегалнишки | 1 ноември 1913 – 1 октомври 1915    |
| Владимир                    | 1919                                |
| Епископ Панарет Брегалнишки | 1919 – 1923                         |
| Архимандрит Паисий          | 1923 – 11 юли 1927                  |
| Йеромонах Никодим           | 11 юли 1927 – 31 юли 1929           |
| Епископ Панарет Брегалнишки | 1 септември 1929 – 1 септември 1933 |
| Архимандрит Климент         | 28 април 1924 – 3 април 1927        |
| Архимандрит Натанаил        | 1 ноември 1936 – 31 август 1938     |
| Архимандрит Пимен           | 15 септември 1938 – 21 април 1947   |
| Епископ Йона Агатоникийски  | 21 април 1947 – 30 ноември 1949     |
| Епископ Герасим Браницки    | 10 февруари 1950 – 15 април 1951    |
| Епископ Симеон Траянополски | 15 април 1951 – 15 юли 1955         |
| Епископ Йона Агатоникийски  | 15 юли 1955 – 12 декември 1959      |
| Константин                  | 1960, и. д.                         |
| Архимандрит Филарет         | 1 февруари 1961 – 15 септември 1964 |
| Архимандрит Климент         | 1964 – 1968                         |
| Епископ Герасим Браницки    | 15 септември 1968 – 1 август 1971   |
| Архимандрит Иларион         | 1 август 1972 – 31 декември 1980    |
| Епископ Нестор Смоленски    | 1 януари 1981 – 31 юли 1985         |
| Архимандрит Галактион       | 1 юли 1985 – 15 юли 1986            |
| Епископ Наум Агатоникийски  | 15 юли 1986 – 15 януари 2004        |
| Епископ Борис Агатоникийски | 15 януари 2004 – 18 февруари 2014   |
| Архимандрит Симон           | 22 юни 2014 – 17 декември 2017      |
| Архимандрит Самуил          | 17 декември 2017 – 3 април 2019     |
| Епископ Сионий Велички      | 3 април 2019 –                      |

## Изследвания
- Petit, L. Typikon de Grégoire Pacourianos pour le monastère de Pétritzos (Bachkovo) en Bulgarie. – Византийский временник, 11, 1904, Приложение, i-xxxii, 1 – 63 [уводът съдържа ред важни за историята на манастира документи].
- Byzantine Monastic Foundation Documents. Typikon of Gregory Pakourianos for the Monastery of the Mother of God Petritzonitissa in Backovo Архив на оригинала от 2013-10-14 в Wayback Machine..
- Кънчев, В., Станимака и Бачковският манастир (Пътни бележки). – Български преглед, 4, 1897, кн. 7, 62
- Иванов, Й. Асеновата крепост над Станимака и Бачковският манастир. – Известия на Българското археологическо дружество, 2, 1911, 202 – 229.
- Гошев, И. Нови данни за историята и археологията на Бачковския манастир. – Годишник на Софийския университет, Богословски факултет, 8, 1930 – 31, 341 – 390.
- Αποστολίδης, Κ. Μ. Περί της Μονής της Κοιμήσεως της Υπεραγίας Θεοτόκου της Πετριτσονιτίσσης. – Θρακικά, 7, 1936, 51 – 82.
- Станимиров, Ст. Бачковският манастир през ХІХ в. – Родина, 2, 1939, кн. 1, 48 – 72.
- архимандрит Климент Рилец. Бачковски манастир: Кратък пътеводител. С., 1967.
- Шанидзе, А. Г. Грузинский монастырь в Болгарии и его Типик. Грузинская редакция Типика. Тбилиси, 1971.
- Бакалова, Е. Бачковската костница. С., 1977, 246 с.
- Арутюнова-Фиданян, В. А. Типик Григория Пакуриана. Введение, перевод и комментарий. Ереван, 1978, 249 с.
- Граматиков, Г. Едно дарение от XVIII век от игумен Дамаскин. – Векове, 7, 1978, кн. 5, 63 – 66.
- Ломоури, Н. Ю. К истории грузинского Петрицонского монастыря (Бачковский монастырь в Болгарии). Тбилиси, 1981.
- Метревели, Е. Сведения афонского Синодика об игуменах Бачковского монастыря и о Бакуриянах. – B: Византиноведческие этюды. Тбилиси, 1990, 21 – 32
- Кисьов, С. Бачковски манастир. С., 1983; 2 изд. С., 1990.
- Дуйчев, И. Бачковският манастир през първите векове на своята история. – Исторически преглед, 52, 1996, кн. 5, 143 – 151.
- Ζαχαρός, Α. Η ελληνική παρουσία στη ζωή και την παράδοση της μονής Πετριτσονιτίσσης (Μπατσκόβου). Θεσσαλονίκη, 1998.
- Бачковският манастир. Съст. х. Сл. Кисьов. Ред. архим. Борис. Пловдив, 2005.
- Nikolova, B. Le monastère de Bačkovo et son fondateur: un point de vue différent. – Études balkaniques, 47, 2011, no. 4, 23 – 53
- Чилингиров, А. Бачковският манастир: изследвания. Берлин, 2015.
- Martin-Hisard, B. Grégoire Pakourianos, Constantinople et le typikon du monastère des Ibères de Pétritzos (déc. 1083). Le texte et le monastère. – Travaux et mémoires, 22/1, 2018, 671 – 738
- Бойкина, Д., Мутафов, Е. Непубликувани мощехранителници с гръцки надписи от Бачковския манастир. – Проблеми на изкуството, 51, 2019, кн. 4, 12 – 20
- Мутафов, Е., Бачева, Т. A Journey from the Altar to the Narthex: Metropolitan Christophor and the Monastery of Bachkovo. – В: Изкуствоведски четения 2020: Пътешествия. С., 2021, 9 – 25
- Mougoyianni, P. The Tombs of Gregory and Apasios Pakourianos in the Monastery of the Mother of God Petritzonitissa at Bačkovo. – In: Art and Archaeology in Byzantium and Beyond (ed. D. Mourelatos). Oxford 2021, 209 – 218
- Трифонова, А. Unknown staurotheke-enkolpion of Prohegoumenos Matthaios (1645) from the Bachkovo Monastery in a private collection in Greece. – Зограф, 47, 2023, 223 – 232